# Klimawandel in Südkorea

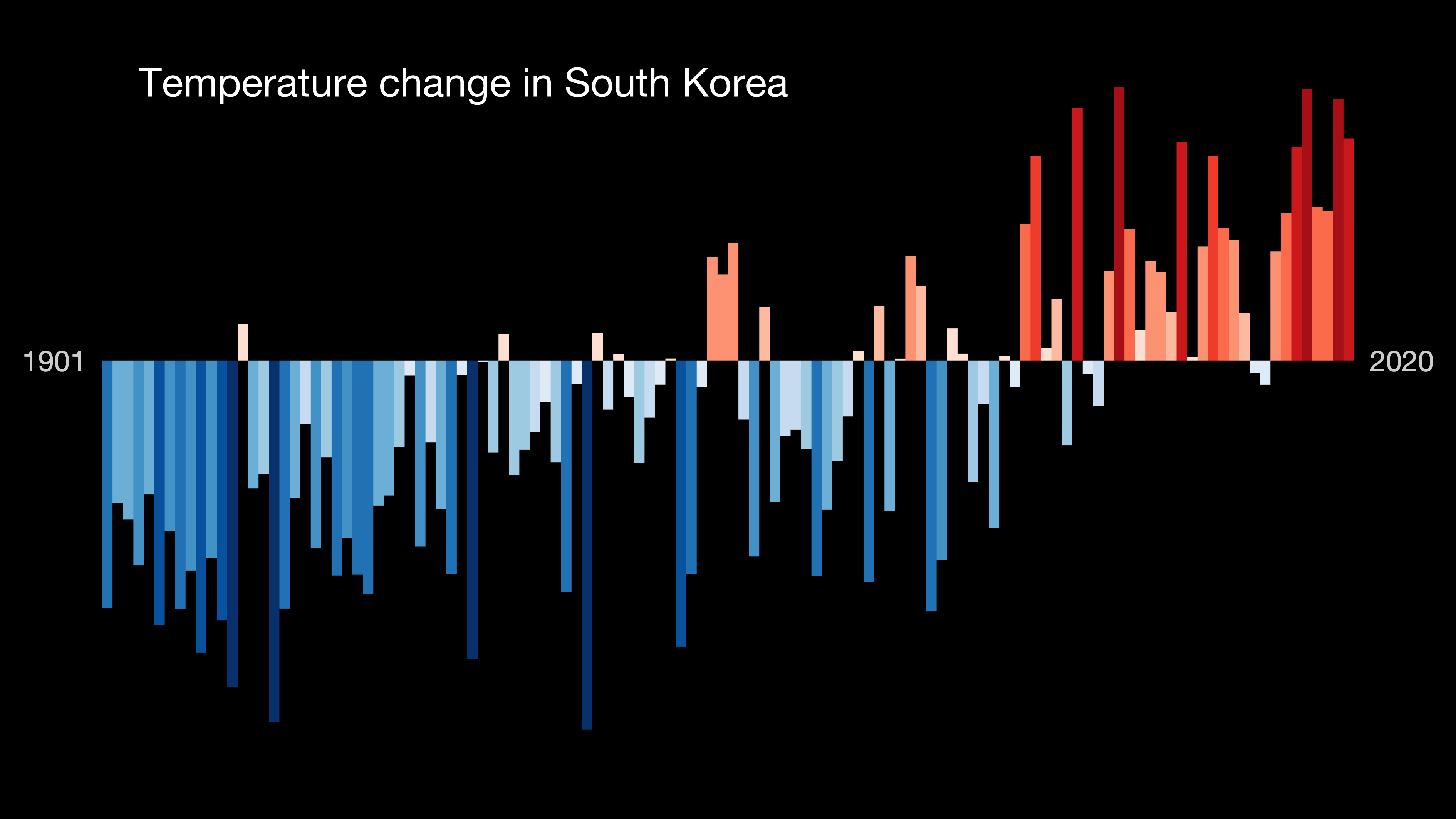
Temperaturzunahme in Südkorea zwischen 1901 und 2020.

Der Klimawandel in Südkorea hat zu extremen Wetterereignissen geführt, die Auswirkungen auf Soziales, Wirtschaft, Industrie, Kultur und viele andere Sektoren haben. Mit dem Klimawandel in Südkorea ändern sich die Klimaparameter, einschließlich der Jahrestemperatur, der Niederschlagsmenge und des Niederschlags. Die deutlichste für Südkorea prognostizierte Auswirkung des Klimawandels ist eine Zunahme des Temperaturschwankungsbereichs während der vier Jahreszeiten. Die Anzahl der Rekordtage mit minimaler Temperatur hat rapide abgenommen, und der maximale Niederschlag im Sommer hat zugenommen. Die erhöhte Wahrscheinlichkeit für neue Arten starker Wetterschäden hebt die Dringlichkeit des Themas Klimawandel hervor. Um sich schnell an den Klimawandel anzupassen, hat die südkoreanische Regierung Anstrengungen unternommen, um die Treibhausgasemissionen zu reduzieren, und ist einer kohlenstoffarmen sozioökonomischen Nation einen Schritt nähergekommen. Die Industrialisierung und die Bevölkerungszunahme haben verschiedene Schadstoffe und Treibhausgase erzeugt. 2017 war Südkorea der siebtgrößte Kohlenstoffemittent der Welt und der fünftgrößte pro Kopf. Südkorea arbeitet daran, die Treibhausgasemissionen zu reduzieren und sich als Vertragspartei des Pariser Abkommens den globalen Klimaschutzmaßnahmen anzuschließen. Das Emissionsreduktionsziel des Landes wurde auf 37 % festgelegt.

## Auswirkungen auf die Umwelt

### Niederschlagszunahme
Seoul, die Hauptstadt Südkoreas, hat 247 Jahre Niederschlagsaufzeichnungen, die längste kontinuierliche instrumentelle Niederschlagssammlung der Welt. Die Niederschlagsmenge wurde von 1778 bis 1907 mit traditionellen Cheugugi-Regenmessgeräten gemessen, moderne Beobachtungsgeräte werden seit 1908 verwendet. Im Vergleich zwischen der Cheugugi-Zeit und der Neuzeit zeigt die Neuzeit einen signifikanten Anstieg der mittleren Niederschlagsrate. Beispielsweise betragen statistische Daten für Sommerniederschläge in der Cheugugi-Zeit 861,8 mm, während die für die moderne Zeit 946,5 mm betragen.

### Extreme Wetterereignisse
Südkorea kann sich wie andere Länder den Auswirkungen des Klimawandels nicht entziehen. Die Zahl von Überschwemmungen und Taifunen sowie deren Schäden ist in den letzten Jahrzehnten erheblich angestiegen. Die durch Naturkatastrophen verursachten Sachschäden und Todesfälle sind typische Auswirkungen des Klimawandels. Aus diesem Grund ist die Verringerung der Naturkatastrophen eines der Ziele für Nationen, die sich an den Klimawandel anpassen. Trotz der zunehmenden Bedrohung wurde die Anfälligkeit für Naturkatastrophen, insbesondere Taifune, aufgrund mehrerer Faktoren verringert, wie z. B. verbesserter Katastrophenverhütung, geänderter Bauvorschriften, Industriestrukturen und Landnutzung.

## Maßnahmen zur Emissionsreduzierung

### Emissionshandelssystem
Das Emissionshandelssystem wurde 2015 landesweit als Schlüsselinstrument zur Emissionsreduzierung in der Industrie umgesetzt. Der Großteil der nationalen Treibhausgasemissionen unterliegt dem System. Von den gesamten Emissionsgenehmigungen steigt der Anteil der Versteigerung, um sicherzustellen, dass das System als CO2-Preissystem fungiert. Die derzeit für die Vergabe von Genehmigungen verwendete Benchmark-Methode belohnt effiziente Installationen, indem ein Produkt-Benchmark festgelegt wird, der auf der besten verfügbaren Technologie basiert.

### Green New Deal
Der Green New Deal ist ein Plan, den die regierende Minju-Partei vor den Parlamentswahlen 2020 aufgestellt hat. Der Plan sieht vor, bis 2050 emissionsfrei zu sein, den Bau von Kohlekraftwerken in Übersee einzustellen und den Feinstaub bis 2040 um 40 % zu reduzieren. Die Regierung strebt außerdem an, bis 2034 ein Ziel von 40 % erneuerbarer Energie zu erreichen und einen bestimmten Anteil der Kohlekapazität mit Flüssigerdgas zu ersetzen.